# Herb gminy Baranów (powiat grodziski)
Herb gminy Baranów – jeden z symboli gminy Baranów, autorstwa Zdzisława Kryściaka, ustanowiony 27 października 2006.

## Wygląd i symbolika
Herb przedstawia na tarczy w polu czerwonym baran kroczący srebrny ze złotymi rogami nad rogaciną srebrną na opak w słup”.  
Jest to tzw. herb mówiący, godło barana nawiązuje bezpośrednio do nazwy gminy. Zarazem jednak ten wizerunek herbu nawiązuje do założycieli Baranowa i Holendrów Baranowskich – rodziny Radziejowskich herbu Junosza. Herb Junosza przedstawia w polu czerwonym na zielonej murawie baran srebrny z rogami złotymi. Nie można wykluczyć, iż sama nazwa miejscowości związana jest ze wspomnianym wyżej herbem rodowym Radziejowskich. Dla podkreślenia czynnika lokalizacyjnego nawiązano drugim godłem do herbu powiatu a zarazem stolicy powiatu tj. herbu Bogoria. Znak ten jest nieodzownie kojarzony właśnie z Grodziskiem Mazowieckim i powiatem grodziskim (w polu czerwonym głowa orła mazowieckiego srebrnego i dwie rogaciny srebrne grotami od siebie w słup). W przypadku gminy dokonano „uszczerbienia” tego herbu poprzez zamieszczenie jednej rogaciny poniżej barana. 